# 阿尔岛 (丹麦)

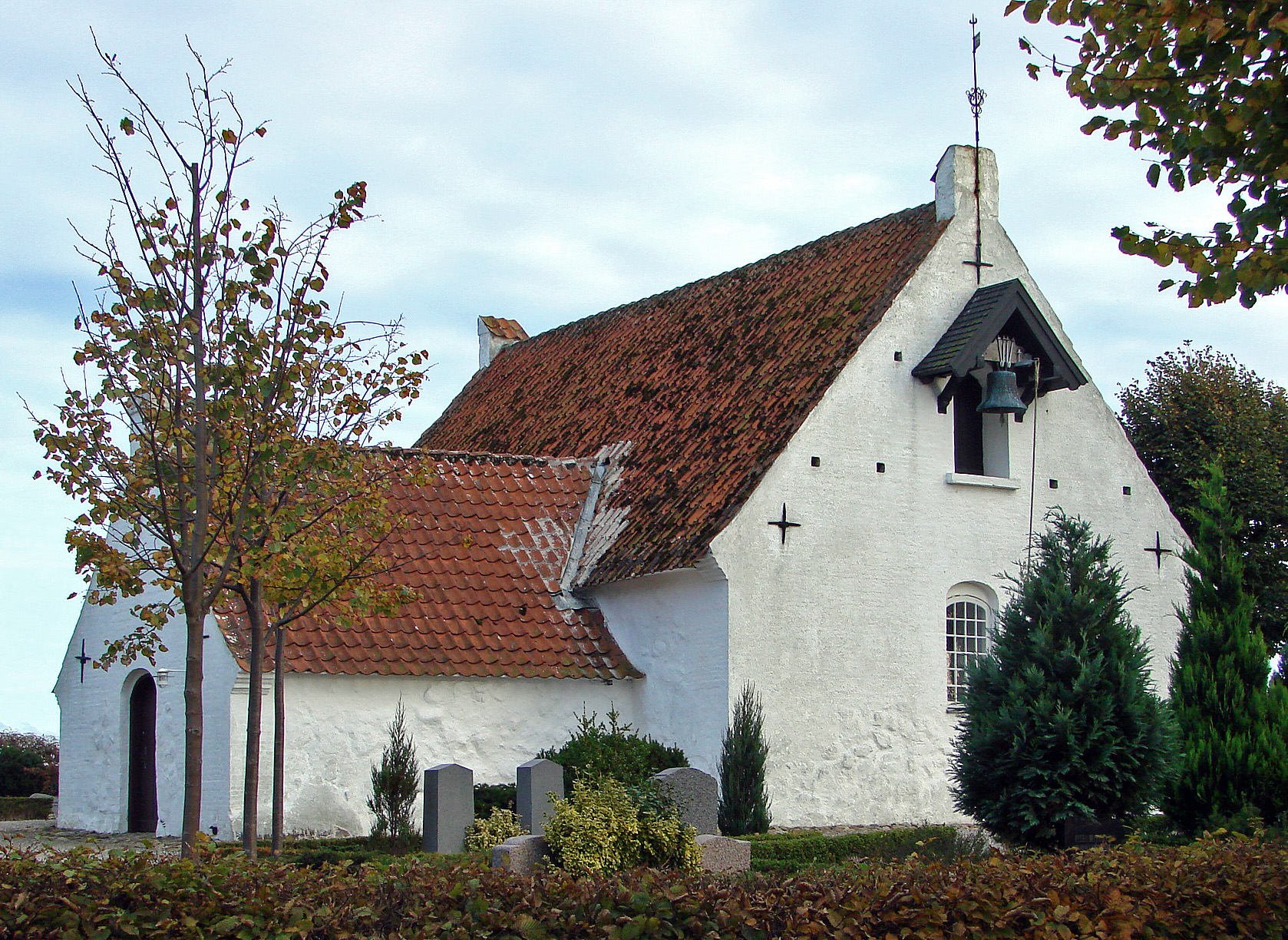

阿爾島（丹麥語：Alrø）是丹麥的島嶼，位於日德蘭半島東面的霍森斯灣，由中日德蘭大區負責管轄，面積7.5平方公里，該島自石器時代有人類居住，2010年人口為160。
55°51′35″N 10°03′57″E / 55.85972°N 10.06583°E